# Richard A. Werner
Richard Andreas Werner (* 5. Januar 1967 in Landau an der Isar) ist ein deutscher Wirtschaftswissenschaftler.

## Leben
Richard Werner erhielt 1989 den B.Sc. (Economics) mit First Class Honours von der London School of Economics (University of London) und wurde in VWL an der Universität von Oxford promoviert. Ferner studierte er u. a. an der Universität von Tokyo. Er lehrt an der Fudan-Universität in Shanghai.
Werner war von 2011 bis 2019 Mitglied des EZB-Schattenrats. Für fünf Semester war er in den Jahren von 2009 bis 2012 Vertretungsprofessor an der Johann Wolfgang Goethe-Universität Frankfurt am Main und erhielt mehrere Preise für seine gut besuchten Vorlesungen. Er ist auch Mitgründer und Vorstand von LocalFirst CIC, einer gemeinnützigen Firma, die anstrebt, Lokalbanken nach dem Vorbild der deutschen Sparkassen und Genossenschaftsbanken in England einzuführen.
Werner hat praktische Erfahrung im Finanzsektor, z. B. als Senior Managing Director und Senior Portfolio Manager bei Bear Stearns Asset Management Ltd. in London. Ab 1994 war er vier Jahre lang Chefökonom von Jardine Fleming Securities (Asia) Ltd. in Tokio, arbeitete dann für die Asiatische Entwicklungsbank in Manila, bevor er 1998 eine Investmentberatungsfirma gründete (Profit Research Center Ltd.) und später ins Fondsmanagement einstieg, u. a. für Providence Asset Management Ltd. mit Sitz im Vereinigten Königreich von Großbritannien und Nordirland. Von 1997 bis 2004 unterrichtete Werner an der Sophia-Universität, Tokio, einer der renommiertesten Privatuniversitäten Japans, zuletzt als Assistant Professor (tenured) in Monetary Economics, International Economics und Development Economics. Er folgte 2004 einem Ruf an die Universität von Southampton, wo er von 2005 bis 2018 den Lehrstuhl für International Banking innehielt. Werner verließ die Universität 2018 und verklagte seinen ehemaligen Arbeitgeber, weil er sich als Christ und Deutscher sowie als Befürworter von dezentralisierten Banksystemen diskriminiert fühlte. Ein Richter verhängte zunächst im Rahmen eines Versäumnisurteils Schadensersatz in Höhe von 2,5 Mio. Pfund gegen die Hochschule, weil diese sich nicht rechtzeitig zur Klage geäußert hatte. Auf die Berufung der Universität wurde das Urteil jedoch wenig später aufgehoben.
Werner ist ein Befürworter der induktiven, empirisch orientierten Ökonomie. In seinen Modellen vermeidet er die Annahme der vollkommenen Information und die deduktive Vorgehensweise und ist eher an Modellen interessiert, die sich für Vorhersagen eignen. Er warnte 1991 vor dem Zusammenbruch des japanischen Banksystems. Ausgehend von der klassischen Quantitätsgleichung entwickelte er 1992 die Quantitätstheorie des disaggregierten Kredits (Quantity Theory of Credit), mit der er die Fehlentwicklungen der japanischen Wirtschaft in den Jahren 1980–2003 erklären konnte, was in bisherigen Modellen nicht gelungen war. Er prägte 1994 den Begriff der quantitativen Lockerung (Quantitative Easing), der bisher allerdings abweichend vom ursprünglichen Konzept angewendet wurde. Werner war mit seinem 2001 veröffentlichten Buch Princes of the Yen – Japan’s Central Bank and the Transformation of the Economy sowie seinem 2003 erschienenen Buch New Paradigm in Macroeconomics (auf Englisch 2005 erschienen) ein Bestseller-Autor in Japan. In seinem 2007 erschienenen Buch Neue Wirtschaftspolitik warnte er vor den „wiederkehrenden Bankenkrisen“ und schlug Wege vor, Kredit- und Vermögenswerteblasen zu vermeiden und nach deren Zerplatzen ohne Kosten für die Steuerzahler die Krise zu beenden.

## Auszeichnungen
- „Global Leader for Tomorrow“ – Weltwirtschaftsforum 2003[14]

## Schriften (Auswahl)
Aufsätze
- Can banks individually create money out of nothing? — The theories and the empirical evidence, in: International Review of Financial Analysis, Bd. 36, Dezember 2014, S. 1–19.
- Towards a More Stable and Sustainable Financial Architecture. A Discussion and Application of the Quantity Theory of Credit. In: Kredit und Kapital, Bd. 46 (2013), Heft 3, S. 353–389, ISSN 0023-4591
- Quantitative Easing and the Quantity Theory of Credit. In: Royal Economic Society Newsletter, (2013), Juli, S. 20–22.
- Banking: It’s a Local Issue. In: Local Council Review, 2013, Summer, S. 10–11.
- The case for nominal GDP targeting. In: Central Banking. Bd. 23 (2013), Heft 4 (Mai), S. 67–76.
- Critiques of the Cash Cascade. Im: Chartered Banker, (2013), Juni/Juli, S. 36.
- Hitch-hiker’s guide to monetary infrastructure. In: Financial Times, vom 6. März 2013 (Letter to the Editor)
- zusammen mit Victor Lyonnet: Lessons from the Bank of England on „quantitative easing“ and other „unconventional“ monetary policies. In: International Review of Financial Analysis, Bd. 25 (2012), S. 1–17, doi:10.1016/j.irfa.2012.08.001
- Towards a New Research Programme on „Banking and the Economy“. Implications of the Quantity Theory of Credit for the Prevention and Resolution of Banking and Debt Crises. In: International Review of Financial Analysis, Bd. 25 (2012), S. 94–105, doi:10.1016/j.irfa.2012.06.002
- Eine „To-do-Liste“ für die EZB zur Lösung der Krise. In: Reuters vom 20. Juli 2012 (Gastbeitrag).
- Fatal mächtig wie die Reichsbank. In: Die Gazette, 2012, S. 36–39.
- Ein unorthodoxer Vorschlag zur Lösung der Krise. In: Frankfurter Allgemeine Zeitung vom 10. September 2012, S. 12.
- Economics as if Banks Mattered. A Contribution Based on the Inductive Methodology. In: Manchester School, Bd. 79 (2011), September, S. 25–35. doi:10.1111/j.1467-9957.2011.02265_5.x
- zusammen mit Yuanquan Chen: The Role of Monetary Aggregates in Chinese Monetary Policy Implementation. In: Journal of the Asia-Pacific Economy, Bd. 16 (2011), Heft 3, S, 464–488.
- zusammen mit Kostas Voutsinas: Credit Supply and Corporate Capital Structure. Evidence from Japan. In: International Review of Financial Analysis, Bd. 20 (2011), S. 320–334. doi:10.1016/j.irfa.2011.05.002
- zusammen mit Helmut Siekmann: Eine einfache und gerechte Lösung der Schuldenkrise. In: Börsen-Zeitung vom 9. Dezember 2011, Nummer 238, S. 7.
- A simple rule is needed to prevent future banking crises. In: Financial Times vom 17. November 2010.
- Financial Crises in Japan during the 20th Century. In: Bankhistorisches Archiv, Beiheft 47 (2009) S. 98–123.
- Ein untragbares System. Interview with Richard Werner. In: Börse Online vom 25. November 2009.
- True meaning of quantitative easing is to increase net credit creation. Financial Times vom 2. September 2009, S. 10 (Letter to the Editor)
- Was sind die Voraussetzungen fuer ein gesundes Wirtschaftswachstum ohne Bankenprobleme? In: Carl Spaengler KAG (Hrsg.): 20 Fragen zur Geldanlage. Carl Spaengler Kapitalanlagegesellschaft mbH, Salzburg 2008.
- Europe’s choice and lessons from Japan. Supply vs. demand policy, fiscal vs. monetary policy. In: Andrea Terzi und Jörg Bibow (Hrsg.): Euroland and the World Economy. Global Player or Global Drag. Palgrave Macmillan, Basingstoke 2007, ISBN 0-230-50056-0, S. 184–214.
- The cause of Japan’s recession and the lessons for the world. In: David Bailey, Dan Coffey und Philip R. Tomlinson (Hrsg.): Crisis or Recovery. Industry and State in Japan. Edward Elgar, Cheltenham 2007, ISBN 1-8454-2095-0, S. 31–60.
- The relationship between interest rates and economic activity. How the conventional literature has dealt with the Japanese experience. In: Jonathan A. Batten, Thomas A. Fetherston und Peter G. Szilagyi (Hrsg.): Japanese Fixed Income Markets. Money, Bond and Interest Rate Derivatives. Elsevier, Amsterdam 2006, ISBN 978-0-08-046483-1, S. 135–170.
- No Recovery without Reform? An Empirical Evaluation of the Structural Reform Argument in Japan. In: Asian Business and Management, Bd. 3 (2003), No. 1, S. 7–38.
- Post-Crisis Banking Sector Restructuring and its Impact on Economic Growth. In: The Japanese Economy, Bd. 30 (2003), No. 4, S. 3–37, ISSN 1097-203X
- Aspects of Career Development and Information Management Policies at the Bank of Japan. A Frank Interview with a Former Central Banker. In: The Japanese Economy, Bd. 30 (2003), No. 4, S. 38–60 ISSN 1097-203X
- A Reconsideration of the Rationale for Bank-Centered Economic Systems and the Effectiveness of Directed Credit Policies in the Light of Japanese Evidence. In: The Japanese Economy, Bd. 30 (2003), No. 3, S. 3–45 ISSN 1097-203X
- Monetary Policy Implementation in Japan. What They Say vs. What they Do. In: Asian Economic Journal, Bd. 16 (2002), No.2, S. 111–151.
- Macroeconomic Management in Thailand. The Policy-induced Crisis. In: S. Ghon Rhee (Hrsg.): Rising to the Challenge in Aisa. A Study of Financial Markets, Bd. 2: Thailand. Asian Development Bank, Manila 2002.
- Bank of Japan window guidance and the creation of the bubble. In: Florentino Rodao und Antonio Lopez Santos (Hrsg.): El Japón Contemporaneo (= Acta Salmanticensi; 82). University of Salamanca Press, Salamanca 1998.
- Towards a New Monetary Paradigm. A Quantity Theorem of Disaggregated Credit, with Evidence from Japan. In: Kredit und Kapital, Bd. 30 (1997), Heft 2, Juli 1997, S. 276–309. ISSN 0023-4591
- Keiki kaifuku, ryōteki kinyū kanwa kara. In: The Nihon Keizai Shinbun (Nikkei) ‘Keizai Kyōshitsu’ (‘Economics Classroom’), 2. September 1995 (morning edition), p. 26. (available at )
  - How to Create a Recovery through „Quantitative Monetary Easing“. (übersetzt von T. John Cooke, November 2011)
- Japanese Foreign Investment and the “Land Bubble”. In: Review of International Economics, Bd. 2 (1994), Heft 2, S. 166–178.
- Towards a quantity theorem of disaggregated credit and international capital flows. Paper presented at the Royal Economic Society Annual Conference. York, April 1993.

Interviews
- Gerald Braunberger: Spekulationskredite sind das Grundübel. In: Frankfurter Allgemeine Zeitung vom 25. November 2009.

Monographien
- zusammen mit Josh Ryan-Collins, Tony Greenham und Andrew Jackson: Where Does Money Come From? 2. Auflage. New Economics Foundation, London 2012. ISBN 978-1-908506-54-2.
- Neue Wirtschaftspolitik fur Europa. Vahlen Verlag, München 2007. ISBN 3-8006-3247-0 ISBN 978-3-8006-3247-3
- New Paradigm in Macroeconomics. Solving the Riddle of Japanese Macroeconomic Performance. Palgrave Macmillan, Basingstoke 2005, ISBN 978-0-230-50607-7.
- Central Banking and Structural Changes in Japan and Europe. Soshisha, Tokio 2003.
- zusammen mit M. Kikkawa: Dismantaling the Japanese Model. Kodansha, Tokio 2003.
- Princes of the Yen, Japan's Central Bankers and the Transformation of the Economy. M.E. Sharpe, New York 2003. ISBN 0-7656-1049-3.
- zusammen mit Masayuki Ishii: The Bank of Japan under Toshihiko Fukui. Appuru Shuppan, Tokio 2003.
- The Enigma of the Great Recession. PHP Institute Press, Tokio 2003.
- The Great Yen Illusion. Japanese Capital Flows and the Role of Land (= Oxford Applied Economics Discussion Paper Series. No. 129). Institute of Economics and Statistics, University of Oxford 1991.